# T-ボーン・ウォーカー
T-ボーン・ウォーカー (T-Bone Walker, 1910年5月28日 - 1975年3月16日)は、アメリカ合衆国のブルース・ギタリスト、シンガー。
ブルースにおいて、エレキギターをソロ楽器として使った先駆者と言われ、モダン・ブルース・ギターの父と称される。代表曲「ストーミー・マンデイ」はブルースのスタンダード曲として知られており、ボビー・ブランド、オールマン・ブラザーズ・バンドを始め、数多くのアーティストによってカバーされている。
1987年にロックの殿堂入り。2003年にはローリング・ストーン誌の同年8月号カバーストーリー「ローリング・ストーンの選ぶ歴史上最も偉大な100人のギタリスト」において第47位、2011年の改訂版では第67位に選ばれている。

## 来歴
1910年5月28日、テキサス州リンデンに生まれた。本名は、アーロン・ティーボー・ウォーカー。
1929年、コロムビア・レコードにオーク・クリフ・Tボーン名義でレコーディング・デビューを果たした。
1947年11月、のちに「ストーミー・マンデイ」として知られることになる「Call It Stormy Monday (But Tuesday Is Just as Bad)」がブラック&ホワイト・レコードよりリリースされた。この曲は、翌1948年1月にビルボードR&Bチャートの5位を記録するヒットとなっている。
ウォーカーは長らく胃に問題を抱えていたことに加え1974年に脳卒中に見舞われたことで活動は減速。翌1975年にロサンゼルスにて死去した。64歳だった。

## ディスコグラフィー
- 1997年 The Beginning 1929-1946 (EPM/Blues Collection)
- 1991年 The Complete Imperial Recordings 1950-1954 (EMI)
- 1990年 The Complete Recordings of T-Bone Walker 1940-1954 (Mosaic) ※CD6枚組ボックス
- 1959年 T-Bone Blues (Atlantic)
- 1960年 Singing the Blues (Imperial)
- 1967年 Stormy Monday Blues (BluesWay)
- 1968年 Funky Town (BluesWay)
- 1969年 Feeling the Blues (Black & Blue)
- 1970年 Good Feelin'  (Verve)
- 1974年 Very Rare (Warner)
- 1996年 Rare & Well Done (Magnum)
- 2005年 The Best of Black & Blue and Imperial Years (Blue Note)